# Zuurvlees

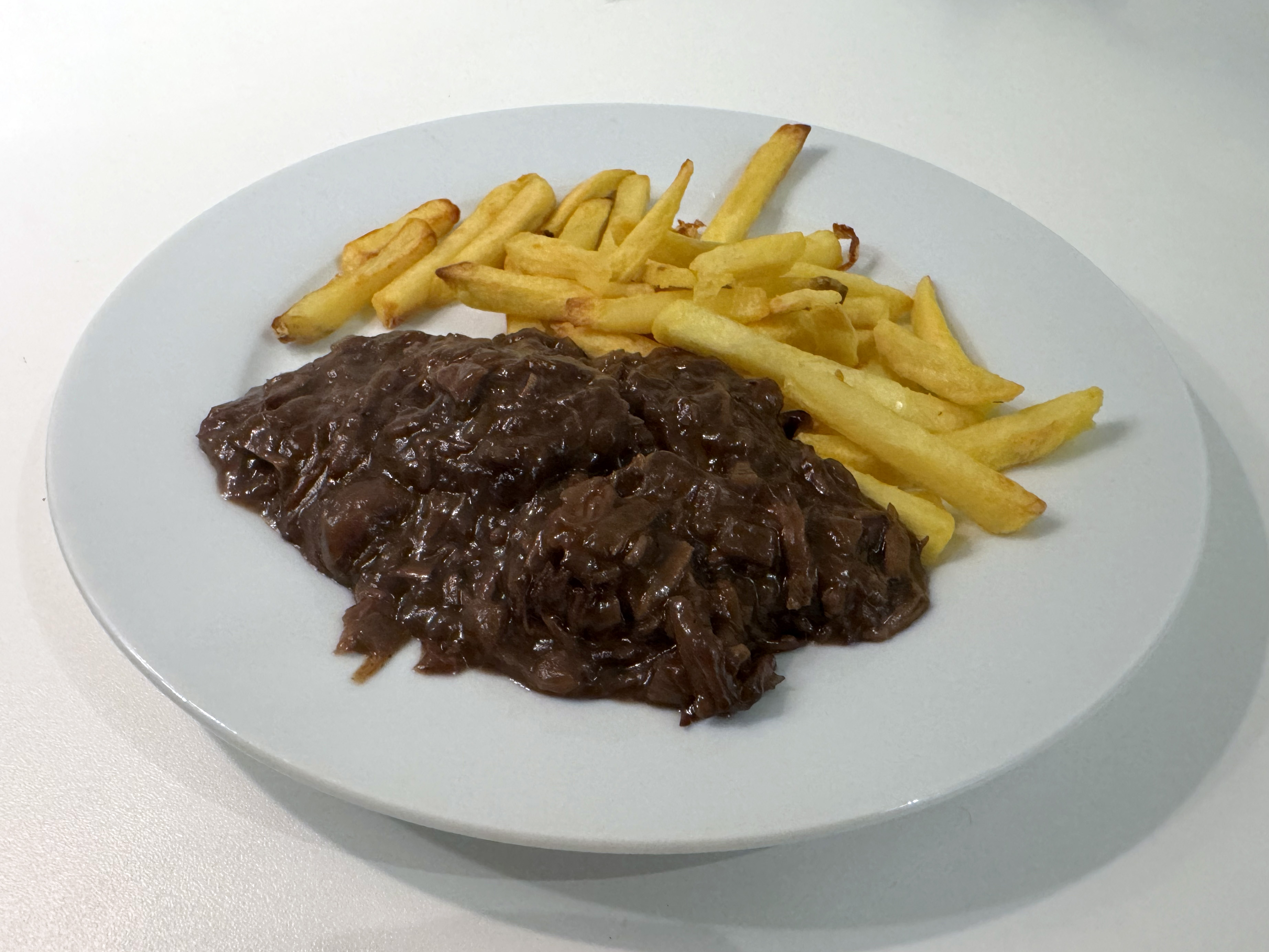
Zuurvlees met frietjes

Zuurvlees (Limburgs: Zoervleisj/Zoorvleis) is een Limburgs streekgerecht dat lijkt op stoofvlees en hachee. Het wordt oorspronkelijk bereid met paardenvlees dat is gemarineerd in azijn; vandaar de naam, maar de smaak is zoet, in tegenstelling tot hachee: het zuur van de azijn wordt namelijk ruimschoots gecompenseerd door de toevoeging van peperkoek (ontbijtkoek) en stroop. Zuurvlees wordt in zowel Nederlands als Belgisch Limburg en in het Duitse Rijnland gegeten, veelal bij friet of aardappelpuree. Bij de snackbar of frituur in Nederlands en Belgisch Limburg kan men meestal een frietje met zuurvlees krijgen, en ook in veel restaurants, eethuizen en eetcafés.